# Rachel Hannen
Rachel Hannen (Edimburgo, 27 de enero de 1995) es una deportista británica que compite por Escocia en curling. Ganó una medalla de plata en el Campeonato Europeo de Curling Femenino de 2015.

## Palmarés internacional
| Representando a Escocia |                     |                  |        |
| Campeonato Europeo      |                     |                  |        |
| Año                     | Lugar               | Medalla          | Prueba |
| 2015                    | Esbjerg (Dinamarca) | Medalla de plata | Equipo |